# Kaggle
Kaggle est une plateforme web interactive qui propose des compétitions d'apprentissage automatique en science des données. La plateforme fournit des jeux de données, des notebooks et des didacticiels gratuits dont les scientifiques de données ont besoin pour réaliser leurs projets d'apprentissage automatique.

## Historique
Kaggle a été fondée en 2010 par Anthony Goldbloom (en) et Google a acquis la société en 2017.

## Types de compétitions
- Les compétitions standard : elles sont adaptées pour les nouveaux utilisateurs avec des données facilement interprétables. Ils n’offrent pas de prix.
- Les compétitions de recherche : elles impliquent des problèmes expérimentaux orientées recherche. Ils n’offrent pas de prix en raison de leur nature expérimentale.
- Les compétitions de recrutement : elles sont organisés par des entreprises pour créer des modèles d’apprentissage automatique. Le prix est un entretien de recrutement dans l’entreprise qui organise la compétition.
- Les compétitions de code : elles sont sponsorisées par des entreprises pour créer des modèles d’apprentissage automatique avec des problèmes de prédiction difficiles. Ils offrent de gros prix.[source secondaire souhaitée].

## Fonctionnement des compétitions Kaggle
- L’animateur de la compétition prépare les données ainsi qu'une description du problème. Kaggle propose un service de conseil, encadre le concours et anonymise les données…
- Les participants expérimentent avec différentes techniques et s'affrontent pour produire le meilleur modèle. Dans la plupart des compétitions, les observations sont notées immédiatement (la note se base sur leur valeur prédictive par rapport à un fichier de solution cachée) qui donne un classement en direct.
- À la fin de la compétition, l’animateur distribue le lot (argent, proposition de poste) en échange de "a worldwide, perpetual, irrevocable and royalty free license [...] to use the winning Entry", c'est-à-dire le droit d'utiliser gratuitement et sans limite de temps l'algorithme et le logiciel élaborés, de façon "non exclusive sauf indication contraire".

Aux côtés de ses concours publics, l'entreprise propose également des concours privés limités aux meilleurs participants de Kaggle et pour des groupes universitaires.